# What the Health
What the Health es un largometraje documental de 2017 sobre el impacto del consumo de productos de origen animal. Producido por el actor y activista vegano Joaquin Phoenix, cuestiona las prácticas de la infraestructuras sanitarias y organizaciones farmacéuticas, y aboga por dietas basadas en productos vegetales.
Aunque recibió el premio de documental MVP del año por parte de Cinema for Peace, el largometraje atrajo fuertes críticas por parte de sectores médicos, nutricionales y periodísticos, los cuales lo acusaron de cometer falacias, usar evidencias incompletas, tergiversar estudios científicos e incluso inventar datos para apoyar sus causas.

## Elenco
El documental cuenta con la presencia de los siguientes profesionales:
- Milton Mills (médico, autor y activista de las dietas vegetales)
- Garth Davis (cirujano, autor y activista de las dietas vegetales)
- Michael Greger (médico, autor y activista de las dietas vegetales)
- Michael Klaper (médico, autor y activista del veganismo)
- Neal D. Barnard (investigador, autor y fundador del grupo de activismo vegano PCRM)
- Caldwell Esselstyn (médico, autor y activista del veganismo)
- Kim A. Williams (cardiólogo, presidente del Colegio Americano de Cardiología y activista del veganismo)
- John A. McDougall (médico, autor y dueño de franquicia de comida vegetariana)

También se contó con la aparición de otros invitados:
- Michele Simon (abogada, autora y activista de las dietas vegetales)
- Steve-O (comediante y actor)
- Ryan Shapiro (historiador, MIT)
- David Carter (antiguo jugador de la NFL)
- Timothy Shieff (campeón del mundo de free running)
- Tia Blanco (campeona del mundo de surf)